# Смайзерс, Леонард
Леонард Чарльз Смитерс (19 декабря 1861 — 19 декабря 1907) — лондонский издатель и книготорговец, публиковал эротическую и порнографическую литературу, а также произведения декадентов. Сыграл большую роль в истории декадентского движения конца XIX века.

## Биография
Родился в Англии, в графстве Шеффилд. Получил юридическое образование, с 1884 года работал адвокатом. Однако профессия его не увлекала.
Его карьера скандального издателя началась с дружбы с путешественником и востоковедом сэром Ричардом Фрэнсисом Бёртоном. Бёртон перевёл сказки «Тысячи и одной ночи» и «Камасутры» на английский, но не мог найти издателя для подобной литературы, поскольку она считалась безнравственной. Смайзерс взял это на себя и в 1885 году издал «Сказки 1001 ночи». Он также сотрудничал с Бертоном в переводе с латыни «Песен» Гая Валерия Катулла (содержащих непристойные стихи) и «Книги Приапа». Также он осуществил частное издание сохранившихся фрагментов «Сатирикона», переведённых без купюр.
С этого времени Смайзерс вошёл в круг декадентов. Он гордился, что издаёт то, «что все остальные боятся тронуть». Смитерс опубликовал некоторые тексты Обри Бёрдслея, Макса Бирбома, Алистера Кроули, Эрнеста Доусона, Артура Саймонса и Оскара Уайльда, а также менее известных личностей, таких как Винсент О’Салливан и Найджел Турнер.
С января по декабрь 1896 года Смайзерс вместе с писателем Артуром Симонсом и Обри Бёрдслеем издавал литературно-критический журнал «Савой» (названный в честь лакшери-отеля, открытого в Лондоне шесть лет назад, считавшийся символом современности и роскоши). «Савой» был основан в качестве конкурента «Желтой книги» и предоставлял страницы членам декадентского движения, которое начало распадаться после тюремного заключения Оскара Уайльда. Журнал издавался усилиями Бирбома, Йейтса, обложки и иллюстрации изготовлял Обри Бердслей.
Из-за неоднозначной репутации журнала и ряда коммерческих промахов издателей вышло всего восемь номеров. В последнем, декабрьском номере журнала, прощаясь с читателями, Симонс заметил, что «наша первая ошибка состояла в том, чтобы давать так много за такие ничтожные деньги».
В 1888 году Смайзерс совместно с другим издателем эротики, Гарри Сидни Николсом, Смайзерс начал выпуск серии эротических текстов под лейблом Erotika Biblion Society. В этой малотиражной серии, рассчитанной на богатых ценителей подобной литературы, вышли некоторые произведения, сейчас признаваемые классическими (например, роман «Телени»). Книги издавались вплоть до смерти Смайзерса в 1907 году.

## Последние годы и смерть
Смайзерс обанкротился в 1900 году. Он умер в 1907 году от алкоголя и наркотиков. Его обнаженное тело было найдено в доме в Грин Парсонса на его 46-й день рождения, в окружении пустых бутылок из-под лекарства «Хлородин».
Фил Бейкер в книге «Абсент» описывает это так:
Из дома к тому времени вынесли все. Одно это, должно быть, поразило тех, кто привык к набитым вещами комнатам времен Виктории и Эдуарда. Кроме двух-трех плетеных корзин и пятидесяти пустых бутылок из-под хлорадина, в доме не было ничего — только мертвое тело Леонарда Смайзерса. Мертвец тоже был совершенно голым. Пропал даже дьявольский монокль.
Он был похоронен в безымянной могиле, оплаченной лордом Альфредом Дугласом, на кладбище на Фулхэм Палас Роуд.